# Helge å

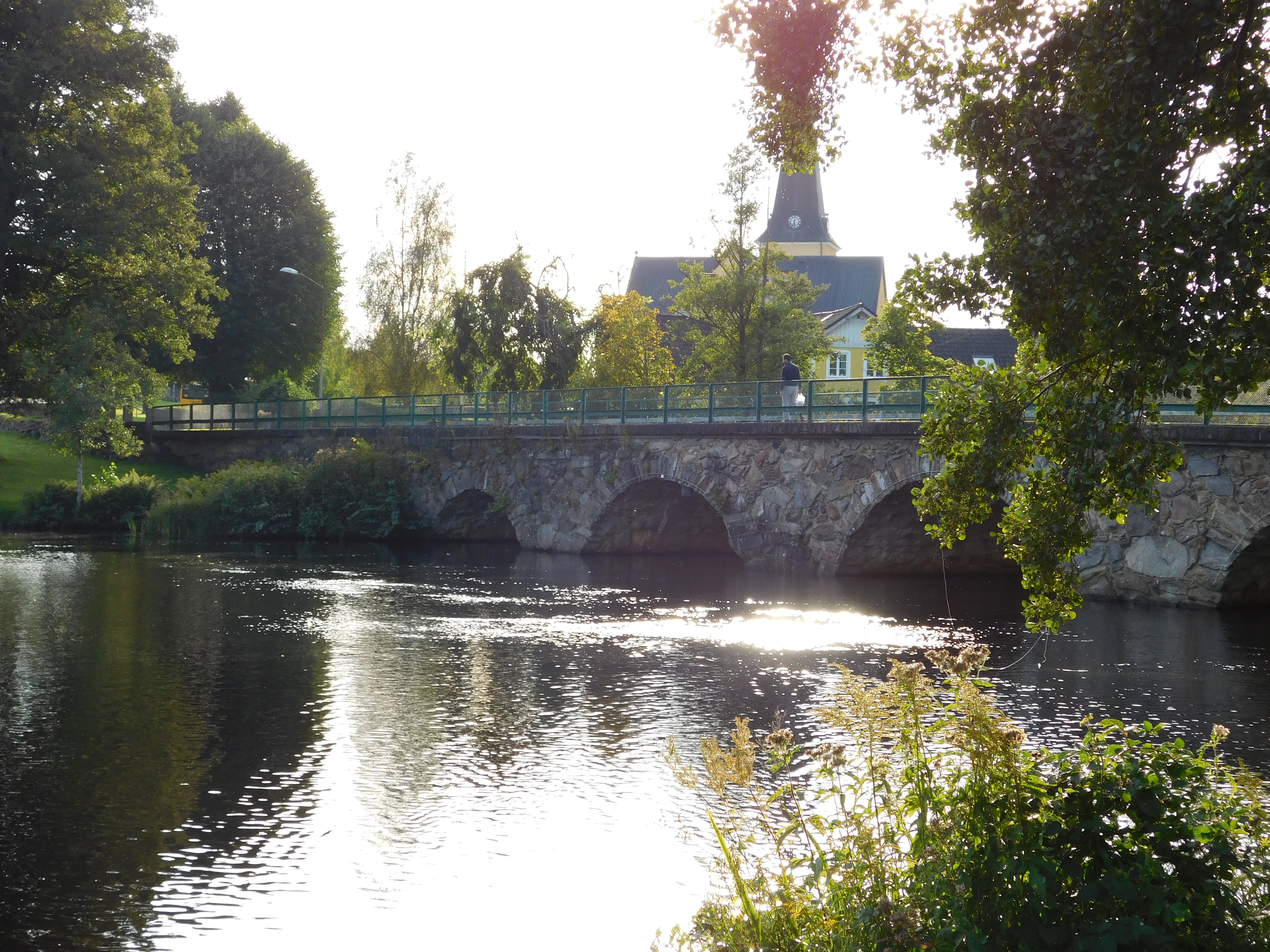
Brug over Helge å in Broby, sept. 2015

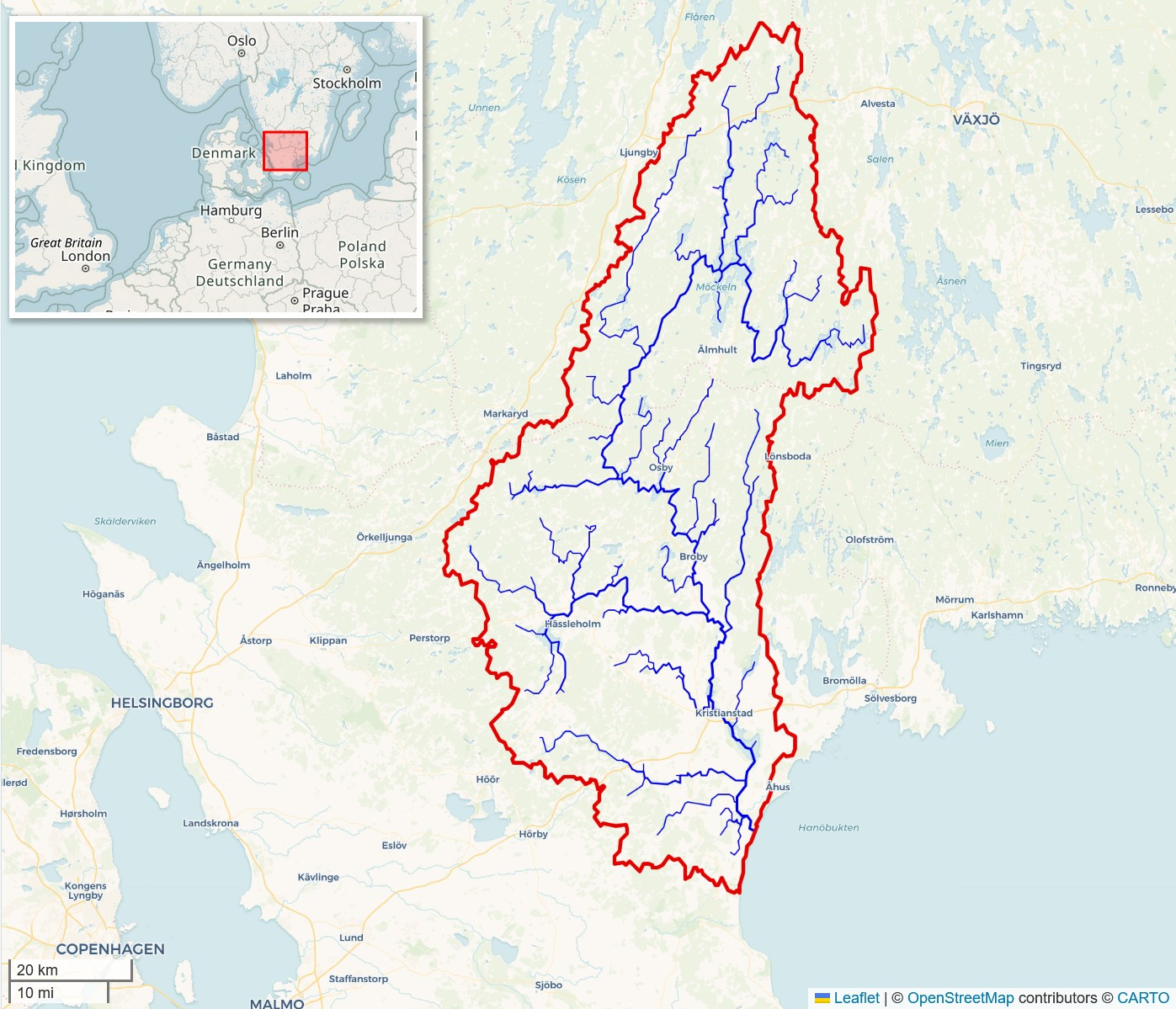
Stroomgebied van de rivier

De Helge å, soms geschreven als Helgeån, is een circa 200 kilometer lange rivier in het zuiden van Zweden. "Helgeån" betekent letterlijk "de heilige rivier".

## Loop
De Helge å ontspringt nabij Ryssby in Småland. De rivier stroomt in zijn bovenloop via een aantal kleinere meren ten oosten van Älmhult in Zuid-Småland. Vervolgens stroomt de rivier door Skåne.
De rivier stroomt door een reeks meren richting westen en daarna richting zuiden langs Delary, Osby, Broby, Knislinge en Kristianstad. Bij Kristianstad komt de rivier uit in het Hammarsjö-meer om vervolgens weer verder te stromen richting Yngsjö. Ten westen van de plaats vertakt de rivier zich, om niet veel verder via de hoofd- en zijtakken uit te monden in Oostzee, in de Hanöbukt
De hoofdtak mondt uit net ten zuiden van Yngsjö. De grootste zijtak, de Graft, mondt uit via de haven van Åhus.
Zijrivieren zijn, vanaf het westen: Kilingaån en Bivarödsån en hogerop Almaån, de Vinnö å, Vramsån en de Forsakarsbeek.

## Elektriciteitsproductie
De Helge å is ongeveer 200 km lang, met een totaal verval van circa 160 meter. Er bevinden zich negen stuwmeren met waterkrachtcentrales in de rivier, alle uitgebaat door E.ON. De centrales leveren in totaal maximaal een vermogen van 34 MW. De totale opbrengst aan elektriciteit bedroeg in 2013 ongeveer 130 GWh.

## Geschiedenis
In 1026 vond de slag van de Helge å plaats. In deze slag versloeg de Deense koning Knoet de Grote de Zweedse koning Anund Jacob en de Noorse koning Olav de Heilige.

## Afbeeldingen

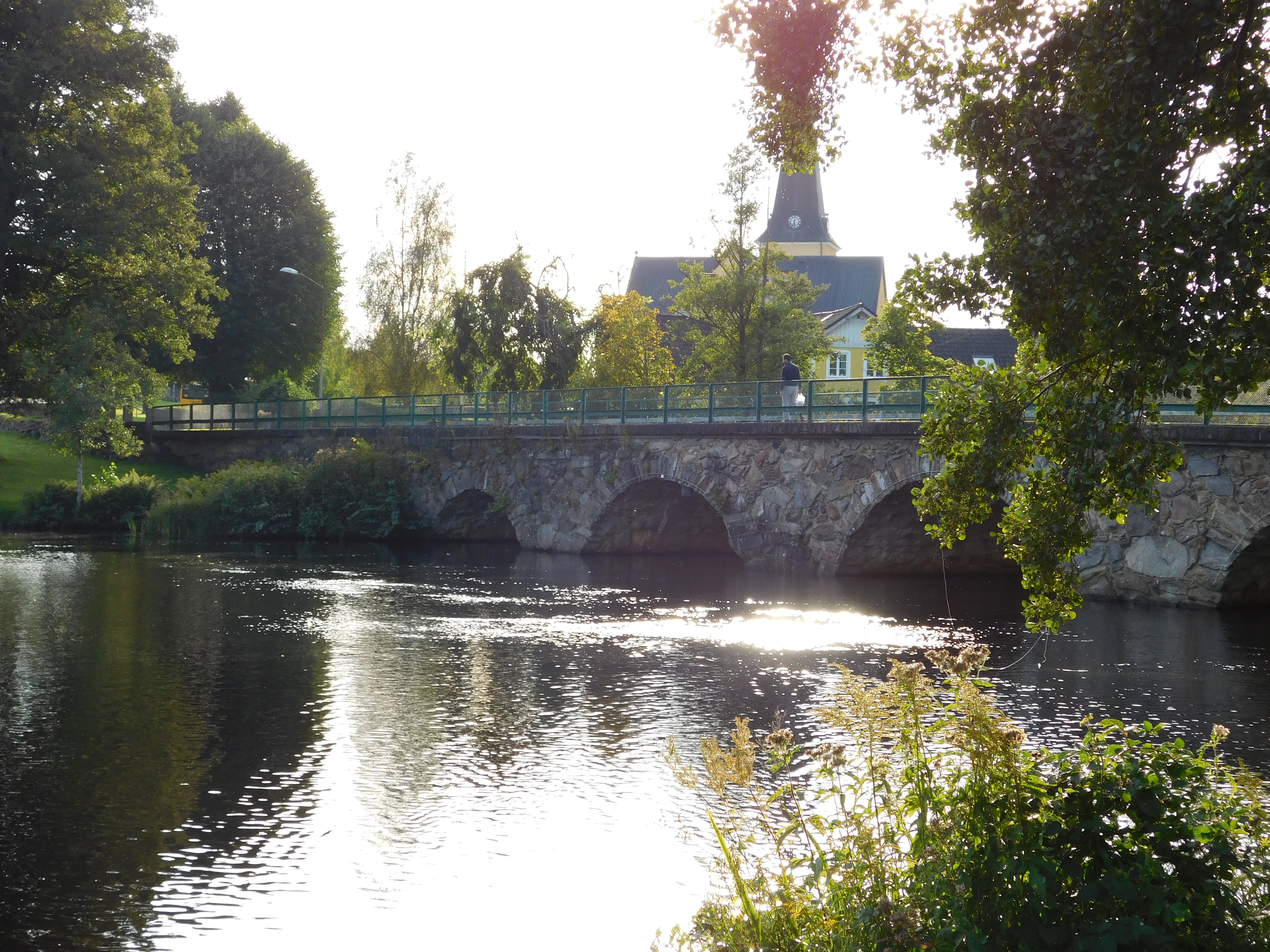
Brug Helge å in Broby
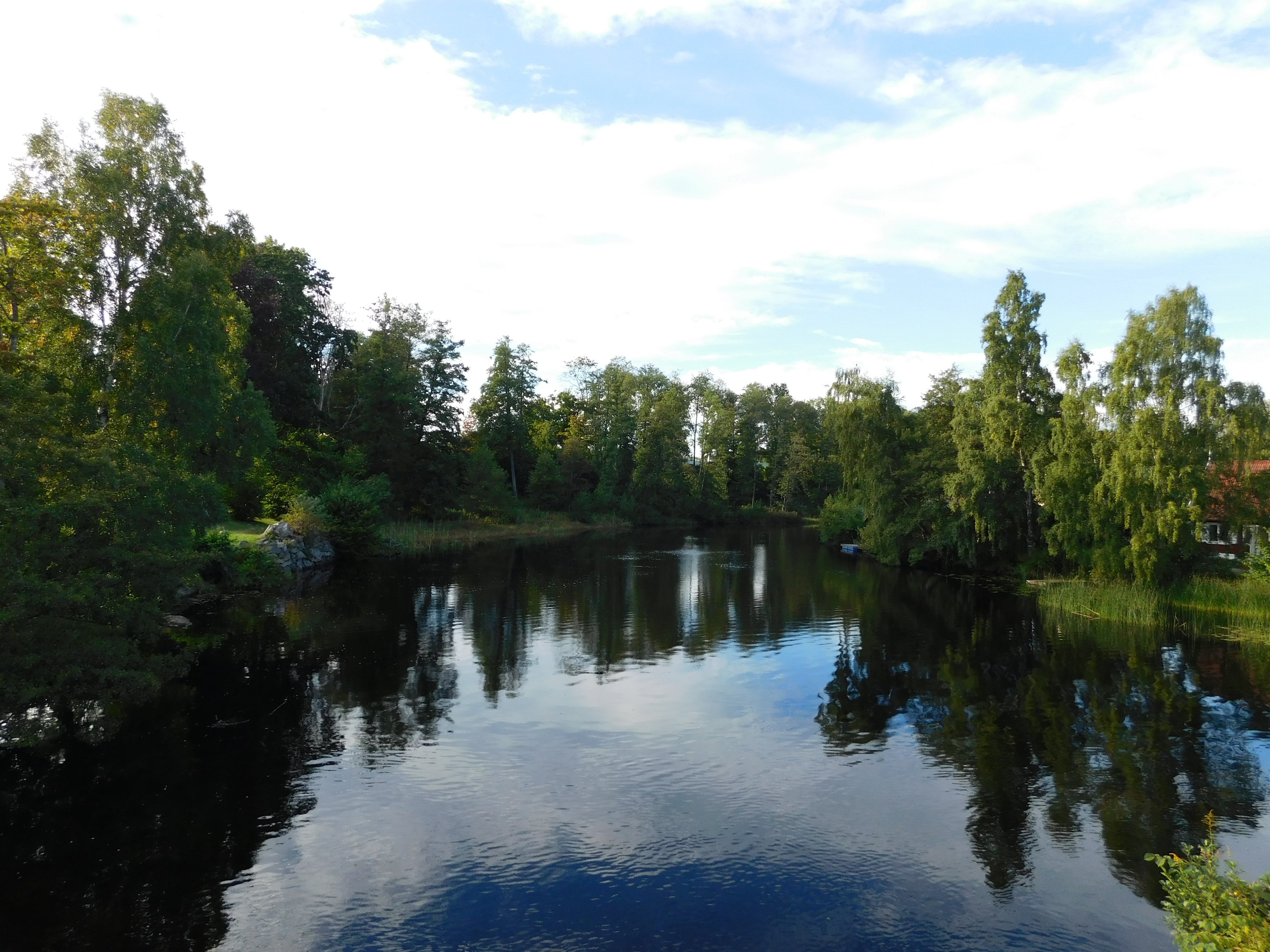
Zicht vanaf brug Broby
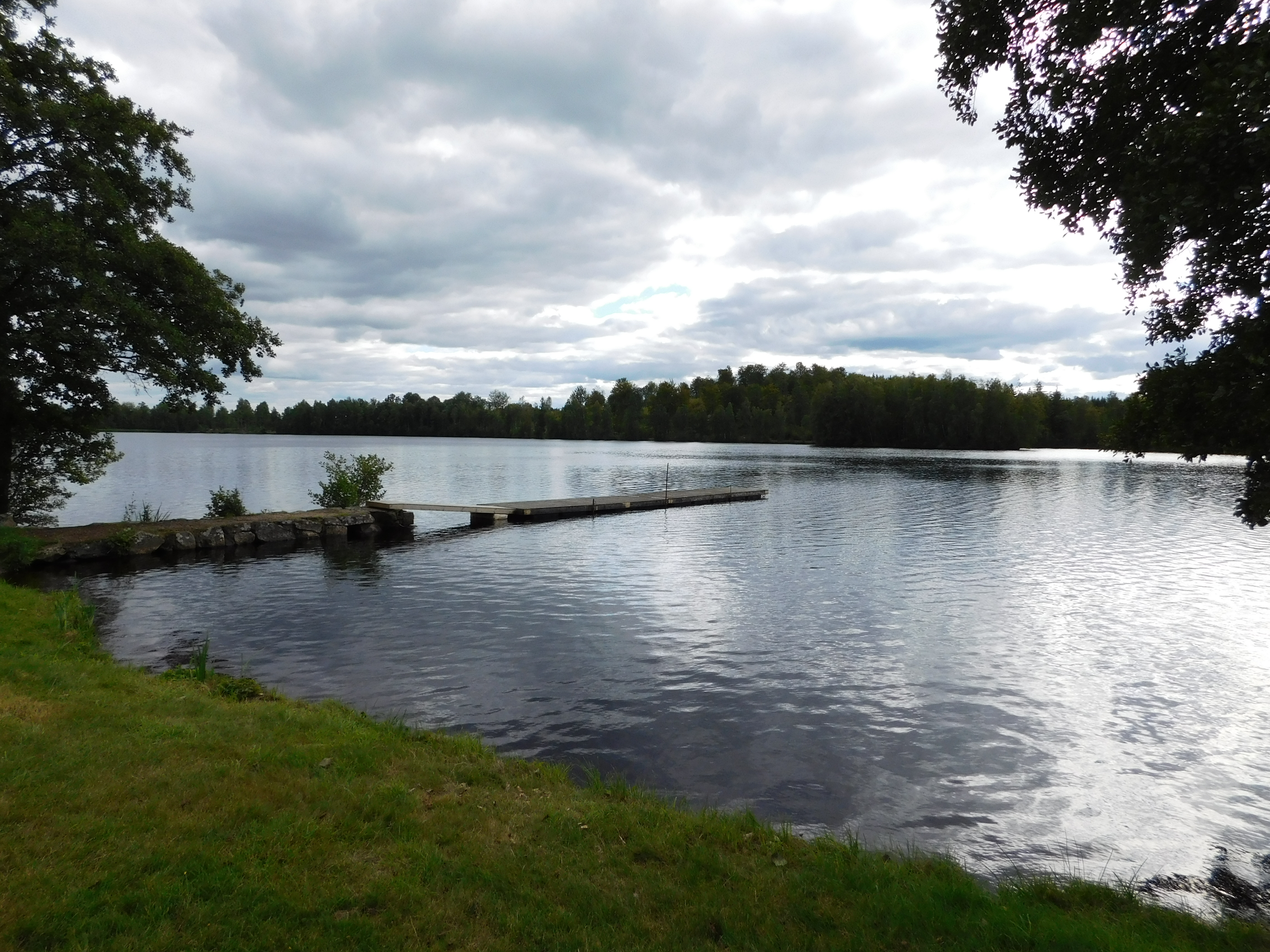
Stuwmeer Broby
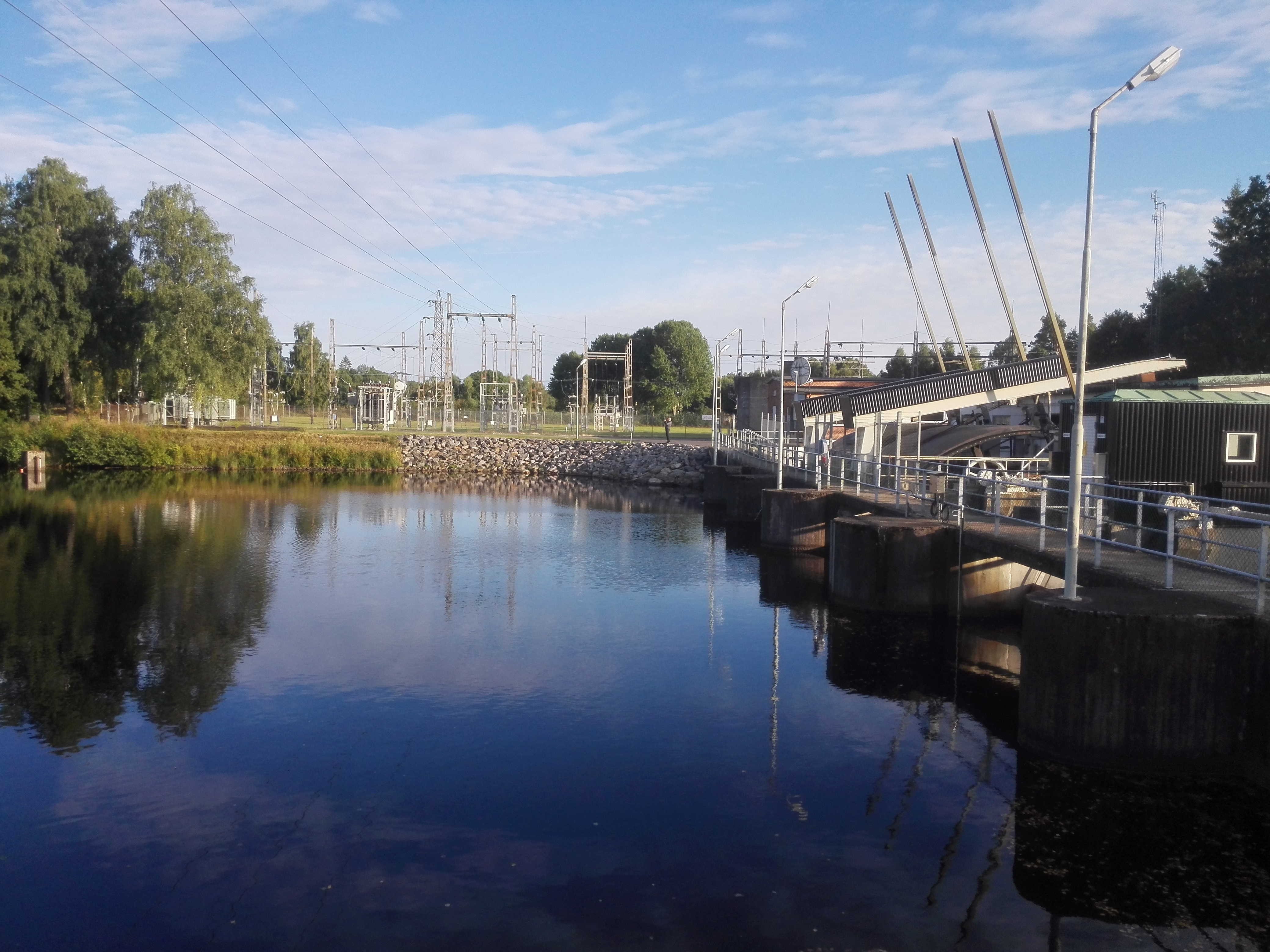
Waterkrachtcentrale Broby
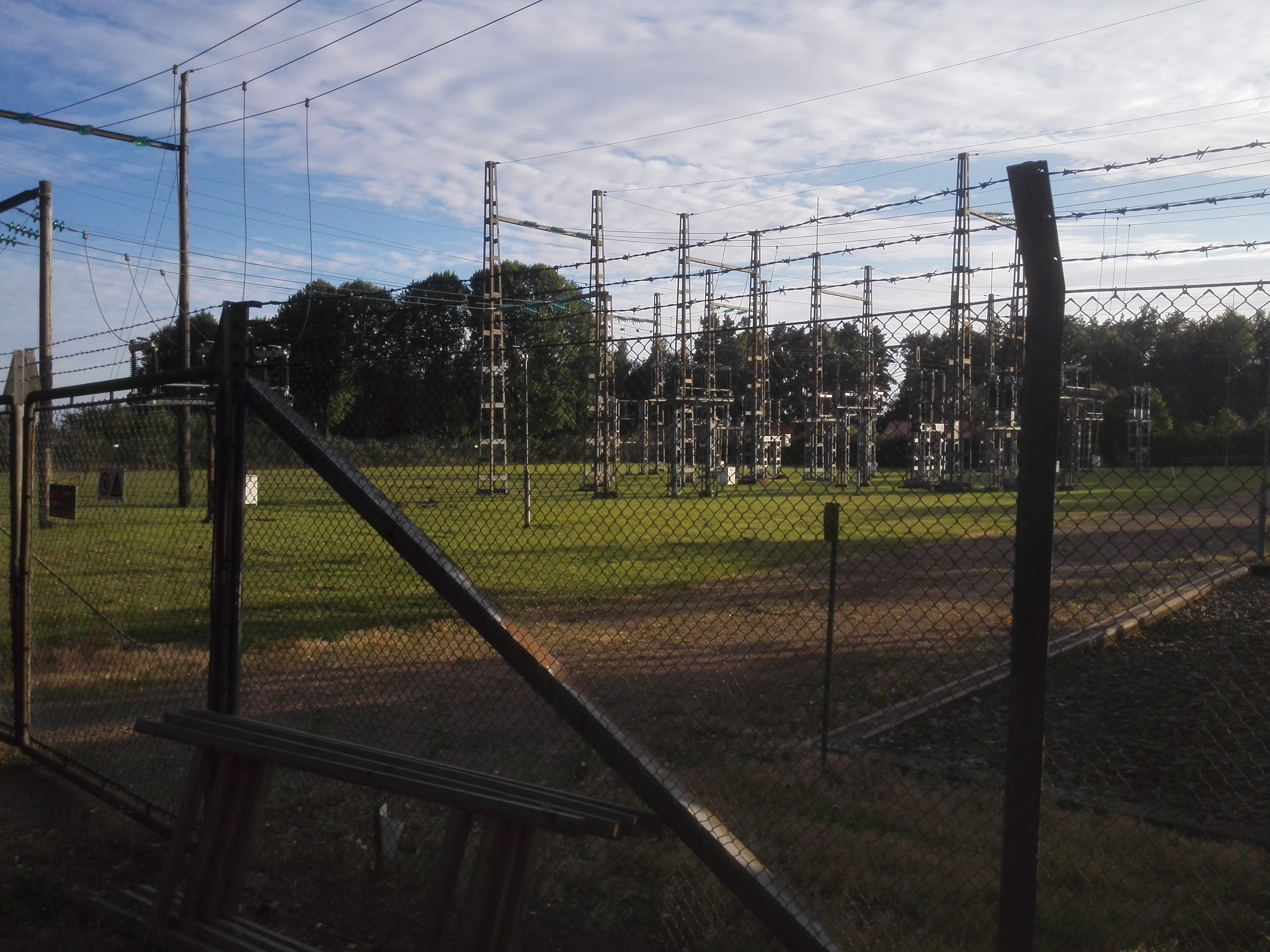
Installaties centrale Broby
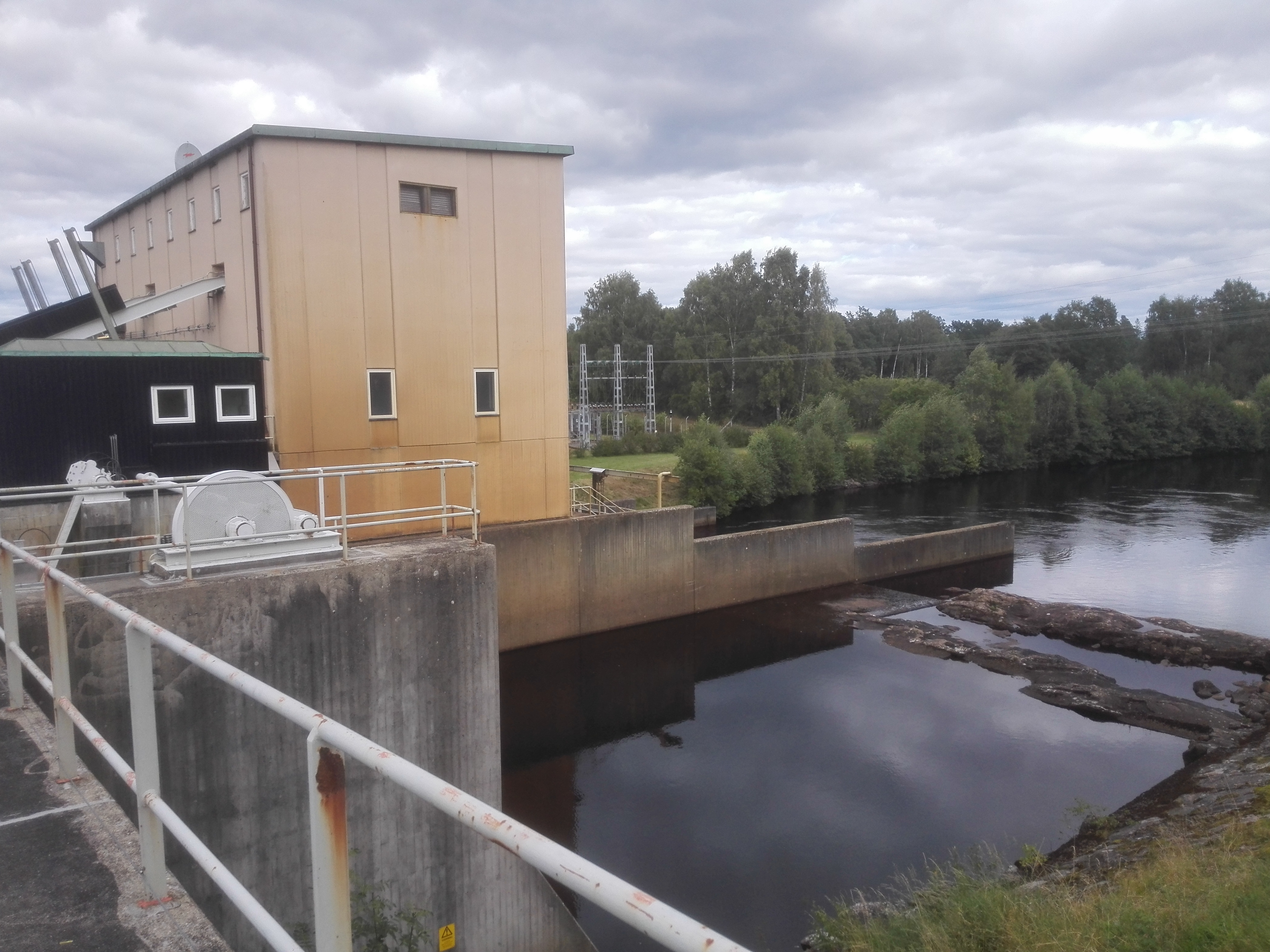
Waterkrachtcentrale Njura
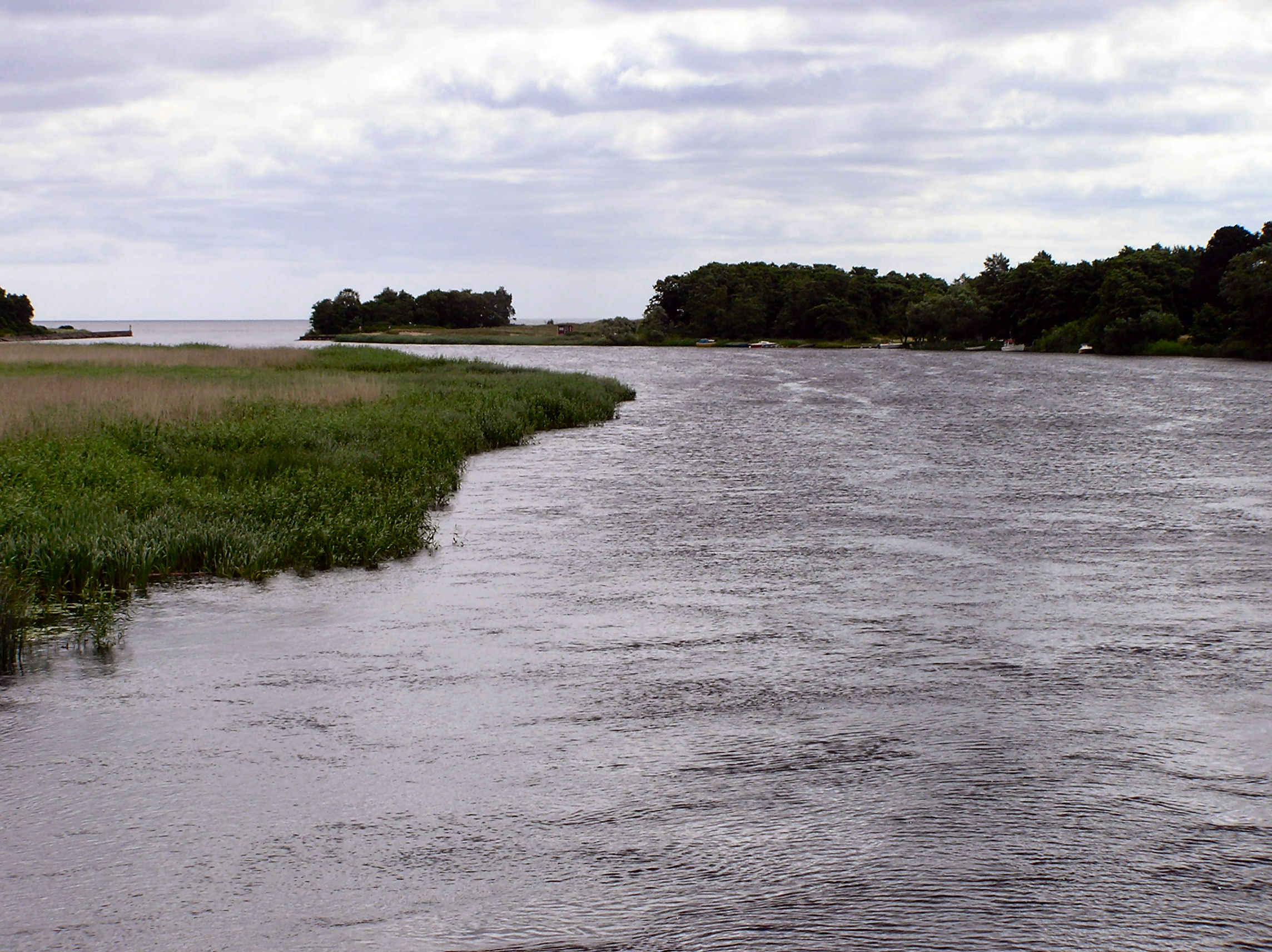
Monding van de Helge å